# Rivierdelta
Een rivierdelta is een stelsel van aftakkingen van een rivier, voordat deze in zee of in een groot meer of woestijn uitmondt. De Griekse historicus Herodotus voerde deze naam in toen hij de Nijl beschreef in zijn Historiën en de opvallende vorm op de Griekse hoofdletter delta (Δ) vond lijken. De Nijl heeft dan ook een van de bekendste rivierdelta's. Later zijn meer mondingen waar rivieren grote hoeveelheden sediment direct bij de monding afzetten, ook delta's genoemd, hoewel deze lang niet altijd de typische driehoekige vorm hebben.
Delta's zijn dikwijls vruchtbaar en dichtbevolkt. Hun ligging aan zee maakt ze kwetsbaar voor overstromingen. Vaak is ook de natuurwaarde van een delta hoog.
Delta's ontstaan veelal doordat een grote rivier uitmondt in een (bijna) getijdenloze zee, zoals de Middellandse Zee of de Zwarte Zee. Dit soort delta's noemen we riviergedomineerd. Als een rivier in een zee uitmondt waar een sterke getijdenwerking heerst, noemen we dit een getijdengedomineerde delta. Als een rivier uitmondt in een zee met een sterke golfwerking en kuststroming, heet dit een golfgedomineerde delta. De laatste twee delta's kenmerken zich niet door de herkenbare vorm van de Griekse letter Δ.

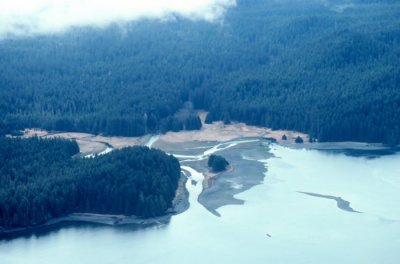
Kleine rivier met delta, Tenakee, Zuidoost Alaska NOOA, America's Coastlines Collection
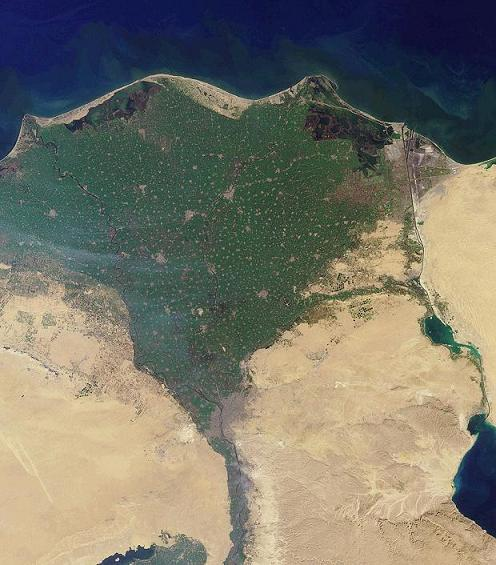
De Nijldelta gezien vanuit de ruimte
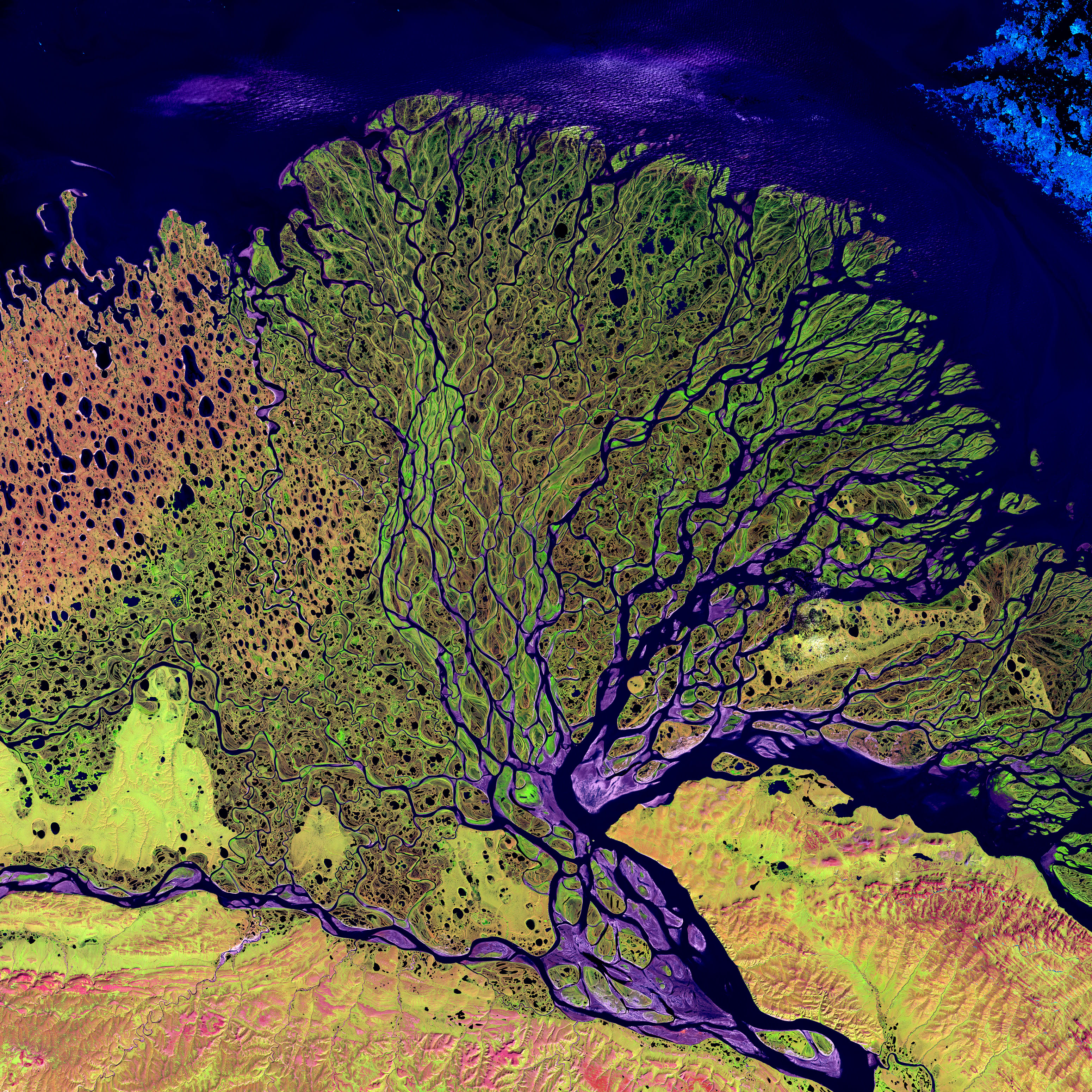
Lenadelta die uitkomt in de Laptevzee; ca. 45.000 km²; vrijwel onbewoond
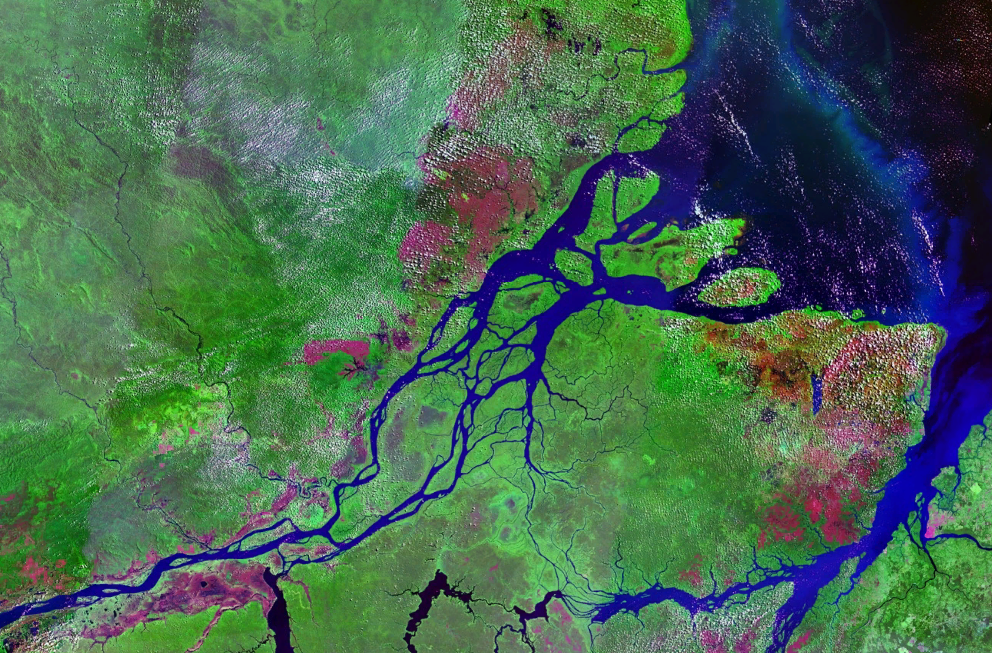
Amazonedelta
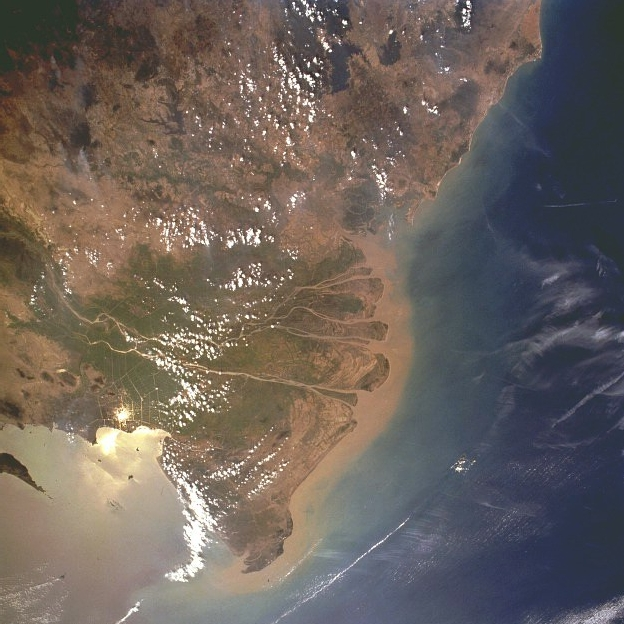
Mekongdelta
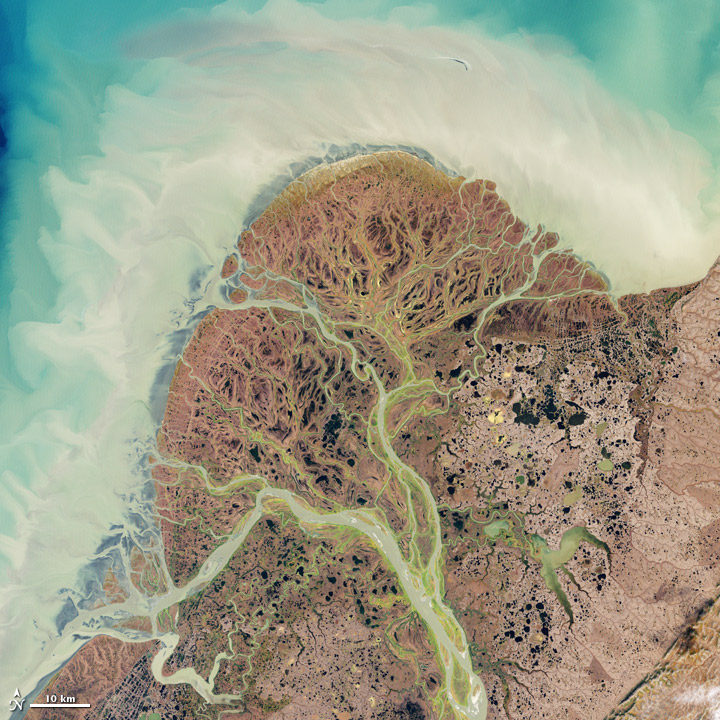
Yukon-Kuskokwim-delta

Nederland bestaat voor een groot deel uit het aaneengesloten deltagebied van de rivieren Rijn, Maas en Schelde. Hun mondingen, die merendeels door getijdenwerking zijn verbreed tot estuaria, liggen in de provincies Zeeland en Zuid-Holland. Ook de Betuwe, de Bommelerwaard en delen van het Groene Hart behoorden van oorsprong tot het deltagebied van de Rijn en de Maas. De meeste riviertakken kwamen niet direct in open zee uit, maar vulden de moerassige lagune achter de Hollandse strandwal. De Rijntakken IJssel en Vecht bouwden kleine delta's uit in de voormalige Zuiderzee.
Andere grote delta's in Europa zijn die van de Donau, de Rhône, de Wolga en de Po. Kleinere zijn die van de Wisła, de Memel en de Ebro. Het zijn stuk voor stuk belangrijke natuurgebieden.
In Azië zijn er de dichtbevolkte rivierdelta's van de Ganges met de Brahmaputra, die van de Mekong en de Lena. De laatste is vrijwel niet bevolkt. De grootste delta's in Afrika zijn die van de Nijl en de Niger, in Zuid-Amerika die van de Amazone en de Orinoco en in Noord-Amerika die van de Mississippi.

## Binnendelta
In de regel mondt een rivier uit in zee. Maar op veel plaatsen op de aarde stroomt de rivier uit in een meer of eindigt de rivier in de woestijn. Deze delta noemt men een binnendelta. Voorbeelden van binnendelta's zijn:
- De  Wolga in Rusland, die uitmondt in de Kaspische Zee.
- De Okavango in Botswana, die uitmondt in de Kalahari.
- De Jordaan, die uitmondt in de Dode Zee.
- De Helmand in Iran en Afghanistan, die uitmondt in de Goud-e-Zereh.
- De Dulce in Argentinië, die uitmondt in de Mar Chiquita.

Met uitzondering van de Okavangodelta zijn al deze meren zout. Als er geen meer is, dan is er een zoutvlakte. Dat komt doordat de meren als instroom rivierwater hebben, waar altijd een beetje zout in zit. De enige manier waarop water weggaat, is door verdamping. De zouten die met het rivierwater zijn meegenomen, verdampen niet, waardoor het meer in de loop der tijd steeds zouter is geworden. Een bekend voorbeeld van een zoutvlakte is Great Salt Lake in de staat Utah in de Verenigde Staten.

## Deltasteden en klimaatverandering
Veel rivierdelta's zijn laaggelegen. De dichtbevolkte rivierdelta's zijn dan ook kwetsbaar voor gevolgen van de klimaatverandering. Stadsbesturen van deltasteden over de hele wereld werken samen in het initiatief Connecting Delta Cities om de gevolgen van de klimaatverandering in goede banen te leiden. Steden die met elkaar samenwerken zijn onder meer Jakarta, Rotterdam, Alexandrië, Ho Chi Minhcity, New Orleans, New York, Hamburg en Londen.

## Rode Delta
Een rode delta is een delta in dichtbevolkt stedelijk gebied. Een gebied wordt een rode delta genoemd wanneer er sprake is van een hoog gebruik van land en water, veel economische belangen en veel werkgelegenheid. Een rode delta heeft dynamisch karakter op het gebied van ruimtelijke ordening. Enkele voorbeelden van rode delta's zijn: de Nederlandse Randstad, de Nijl, de Eufraat en de Tigris.